# Tabanus vernus
Tabanus vernus är en tvåvingeart som beskrevs av Burton 1978. Tabanus vernus ingår i släktet Tabanus och familjen bromsar.
Artens utbredningsområde är Thailand. Inga underarter finns listade i Catalogue of Life.